# Викторов, Иван Михайлович
Иван Михайлович Викторов (17 января 1899 года, деревня Грибцово, ныне Наро-Фоминский район, Московская область — 23 мая 1980 года, Москва) — советский военный деятель, Генерал-майор (1942 год).

## Начальная биография
Иван Михайлович Викторов родился 5 января 1899 года в деревне Грибцово ныне Наро-Фоминского района Московской области.

## Военная служба

### Гражданская война
В июне 1918 года был призван в ряды РККА и направлен на 1-е Московские кремлёвские пулемётные курсы, по окончании которых в 1919 году был назначен на должность коменданта Верхнеднепровска. Затем был назначен на должность начальника пулемётной команды 363-го стрелкового полка (41-я стрелковая дивизия) и принимал участие в боевых действиях на Южном фронте против войск под командованием А. И. Деникина на реке Псёл в районах Суджи, Глухова, Обояни, Севска и Дмитриева. С декабря 1919 года принимал участие в наступлении Южного фронта, а также в освобождении Ахтырки, Харькова, Полтавы и Павлограда, а в феврале 1920 года — в Одесской операции.
Летом 1920 года был назначен на должность начальника пулемётной команды 508-го стрелкового полка (57-я стрелковая дивизия), после чего принимал участие в боевых действиях на брест-литовском направлении в ходе советско-польской войны, а затем в боевых действиях в Белоруссии против войск под командованием генерала С. Н. Булак-Балаховича.

### Межвоенное время
В 1921 году был назначен на должность помощника начальника пулемётной команды 10-го стрелкового полка (2-я стрелковая дивизия, Московский военный округ), а затем в этом же году был назначен на должность командира взвода 1-го Черепановского батальона ЧОН (Сибирский военный округ).
С 1922 года служил в 61-м стрелковом полку (21-я стрелковая дивизия) на должностях командира взвода, помощника начальника и начальника пулемётной команды, помощника командира батальона, командира роты и вновь помощника командира батальона.
В 1925 году закончил Сибирские повторные курсы среднего комсостава.
В 1930 году был назначен на должность командира батальона 118-го стрелкового полка (40-я стрелковая дивизия, ОКДВА).
В 1931 году Иван Михайлович Викторов был направлен на учёбу в Военную академию имени М. В. Фрунзе, по окончании которой в 1934 году был назначен на должность начальника 1-й части штаба 50-й стрелковой дивизии (Белорусский военный округ), в 1937 году — на должность начальника 1-го отделения штаба 2-го стрелкового корпуса, в 1937 году — на должность начальника штаба 43-й стрелковой дивизии (Ленинградский военный округ), а в 1938 году — на должность начальника штаба Бобруйской армейской группы войск, находясь в которой, принимал участие в походе в Западную Белоруссию.
В 1940 году был назначен на должность старшего преподавателя кафедры общей тактики Военной академии имени М. В. Фрунзе, а затем в этом же году — на должность старшего преподавателя Высшей военной Академии имени К. Е. Ворошилова.

### Великая Отечественная война
В январе 1942 года был назначен на должность начальника оперативного отдела штаба 52-й армии (Волховский фронт), в марте 1942 года — на должность начальника штаба 52-й, а в июне — на должность начальника штаба 54-й армий. С 7 по 18 апреля 1944 года временно исполнял должность командира 119-го стрелкового корпуса, который принимал участие в ходе оборонительных боёв на псковско-островском направлении в районе населённых пунктов Рожанка, Тараканово, Кисели и Немыво.
В июле 1944 года Викторов временно исполнял должность заместителя командующего 67-й армии, а 27 июля был назначен на должность заместителя командующего 1-й ударной армией. За образцовое выполнение заданий генерал-майор Иван Михайлович Викторов был награждён орденом Кутузова 1 степени.
Находясь на должности заместителя командующего 1-й ударной армией, в марте 1945 года временно командовал 123-м стрелковым корпусом, который удачно провёл частную боевую операцию, в результате которой армия заняла тактически выгодные рубежи. Вскоре Викторов принимал участие в блокаде и уничтожении группировки противника на Курляндском полуострове.

### Послевоенная карьера
С сентября 1945 года Викторов состоял в резерве НКО с прикомандированием для работы в Высшей военной академии имени К. Е. Ворошилова, где в январе 1946 года был назначен на должность старшего преподавателя.
С апреля 1947 года исполнял должность начальника 2-го отдела Управления по изучению опыта войны Генштаба ВС, а в октябре 1948 года был назначен на должность начальника кафедры военной географии Военного института МВД СССР.
В июле 1950 года был направлен на учёбу на высшие академические курсы при Высшей военной академии имени К. Е. Ворошилова, по окончании которых с июля 1951 года состоял в распоряжении министерства Госбезопасности СССР.
В январе 1952 года генерал-майор Иван Михайлович Викторов вышел в запас. Умер 23 мая 1980 года в Москве. Похоронен на Головинском кладбище.

## Награды
- Орден Ленина (21.02.1945)[1];
- Три ордена Красного Знамени (23.08.1944, 03.11.1944[1], 20.06.1949 [1]);
- Орден Кутузова 1 степени (21.02.1944);
- Орден Красной Звезды (17.12.1941);
- Медали[2].